# Dziura w Wysokim Grzbiecie
Dziura w Wysokim Grzbiecie – jaskinia w Dolinie Kościeliskiej w Tatrach Zachodnich. Wejście do niej położone jest w Wąwozie Kraków, pod granią Wysokiego Grzbietu, w zboczu opadającym do Zadniego Kamiennego, na wysokości 1900 metrów n.p.m. Długość jaskini wynosi 6,5 metrów, a jej deniwelacja 1 metr.

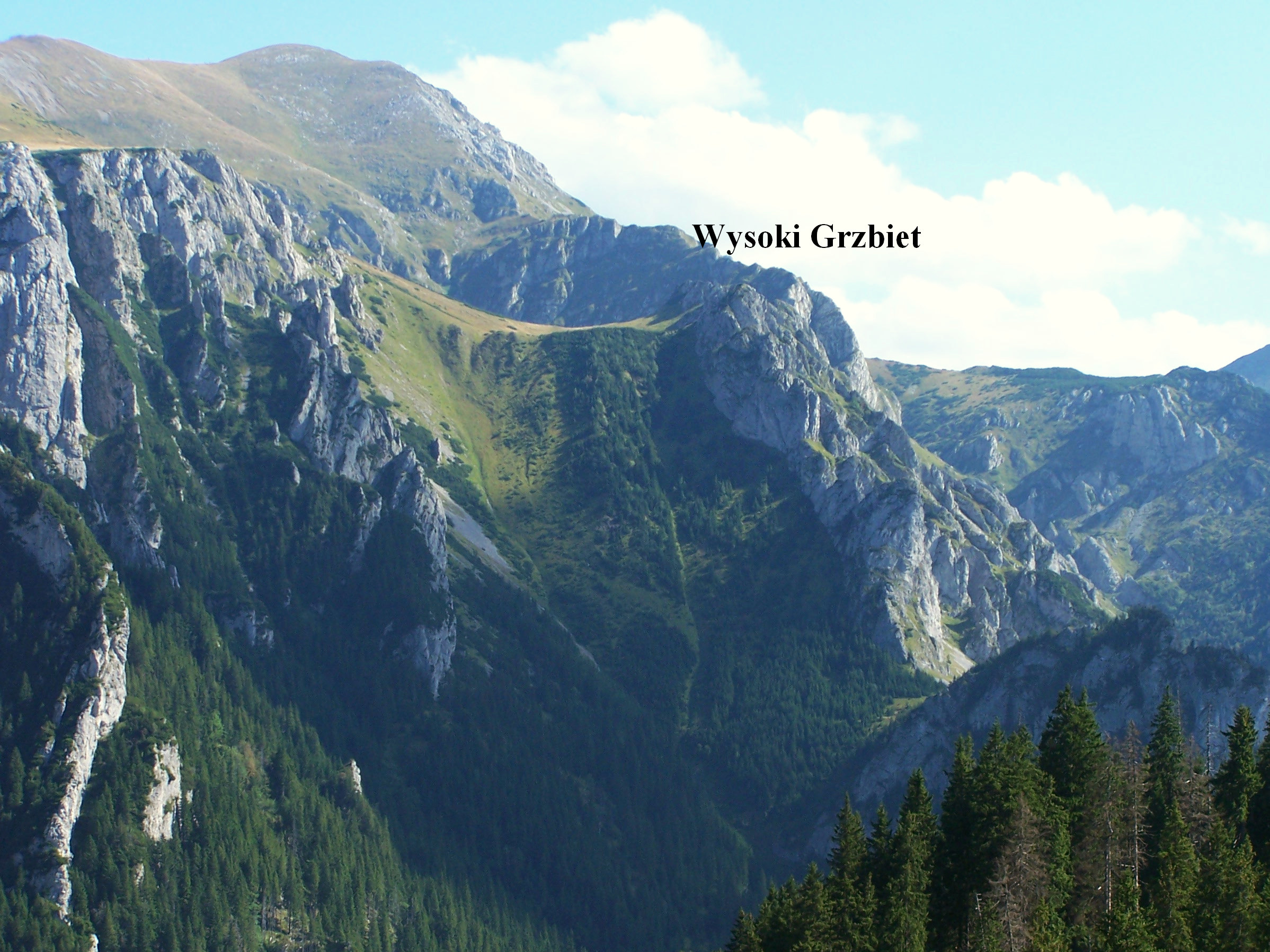
Wysoki Grzbiet

## Opis jaskini
Jaskinia zaczyna się 1,1-metrową studzienką, która znajduje się zaraz za małym, trójkątnym otworem wejściowym. Z jej dna odchodzi krótki korytarzyk prowadzący do poprzecznej szczeliny zakończonej zawaliskami w obu kierunkach.

## Przyroda
W jaskini brak jest nacieków. Na ścianach rosną mchy i glony.

## Historia odkryć
Jaskinia została prawdopodobnie odkryta przez I. Luty i J. Pośpiech podczas inwentaryzacji jaskiń tatrzańskich w 1994 roku. Nie ma o niej wcześniejszych informacji.